# Cosme Marrodán y Rubio

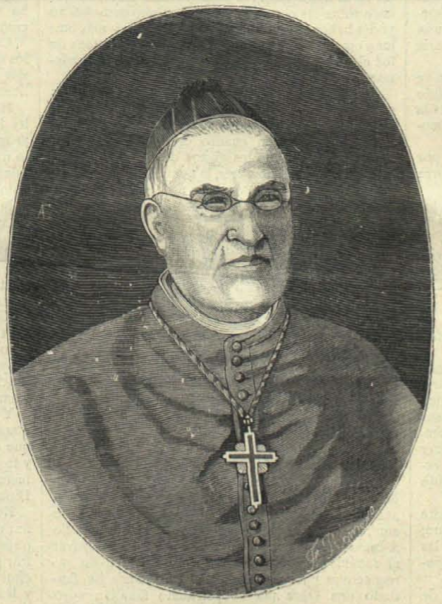
Cosme Marrodán y Rubio,
obispo de Tarazona

Cosme Marrodán y Rubio (Tudelilla, La Rioja, 27 de septiembre de 1802-Tarazona, Zaragoza, 13 de febrero de 1888) fue un prelado español, obispo de Tarazona y administrador apostólico de Tudela; senador del reino por la provincia eclesiástica de Zaragoza en 1871.

## Biografía
Cursó Filosofía en el Seminario de Logroño. Entre 1822 y 1823 se produjo el cierre de dicho seminario tuvo que dedicarse a la agricultura. En 1825 prosiguió sus estudios hasta terminar los de Teología, cursando después Derecho canónico y Teología en la Universidad de Zaragoza. Ordenado ya sacerdote, fue nombrado cura de Viguera (Calahorra), donde fue nombrado hijo adoptivo. 
Hizo primero oposiciones a la canonjía penitenciaria de Burgo de Osma y obtuvo la canonjía lectoral de Tudela, siendo nombrado después provisor, y en 1841, gobernador eclesiástico, al quedar vacante aquella sede. En 1846 fue conferido el título de Predicador de la Reina Isabel II de España. Formó parte de la redacción del Concordato y fue nombrado canónigo en Zaragoza. Fue autorizado para seguir gobernando la diócesis de Tudela, dispensándole el papa de la residencia en Zaragoza. En 1857 se le elevó a la sede episcopal de Tarazona.
Elegido senador del reino por la provincia eclesiástica de Zaragoza en 1871 y se opuso a la aprobación de la Ley de Matrimonio civil.
Además de innumerables fundaciones de obras de caridad, se le deben en su diócesis muchas restauraciones de monumentos artísticos y la conservación de varias joyas paleográficas y bibliográficas. Han pasado a la historia y se citan con frecuencia varios hechos famosos de la independencia de Marrodán; entre ellos merece citarse el de que, al ser requerido por el Ministro-Regencia que en 1875 se constituyó para aguardar la llegada a España de don Alfonso XII, para que en su diócesis se cantase un Te-Deum, el obispo se negó a ello diciendo: «Se trata de una fiesta de familia, a la cual, como no pertenezco, no tengo por conveniente ordenar a mis párrocos que lo canten». Y como al año siguiente le fuese repetida la orden, contestó que se atenía a lo que, con igual motivo, había respondido el año anterior. Ante este proceder, le fue quitada de R. O. su paga, durante cinco meses, en que dijo que sentía la suspensión del sueldo solamente por los pobres de su diócesis que saldrían dañados. A los seis meses, sin que él lo solicitara, le fue levantada la suspensión y abonados los atrasos.

## Obras
- El despertador Tudelano
- La Voz de la Religión
- Carta al Exmo. Sr. D. Alejandro Pidal y Mon (Tarazona, 1884)
- Carta al Siglo Futuro de Madrid (Tarazona, 1884)